# Felix Cogen

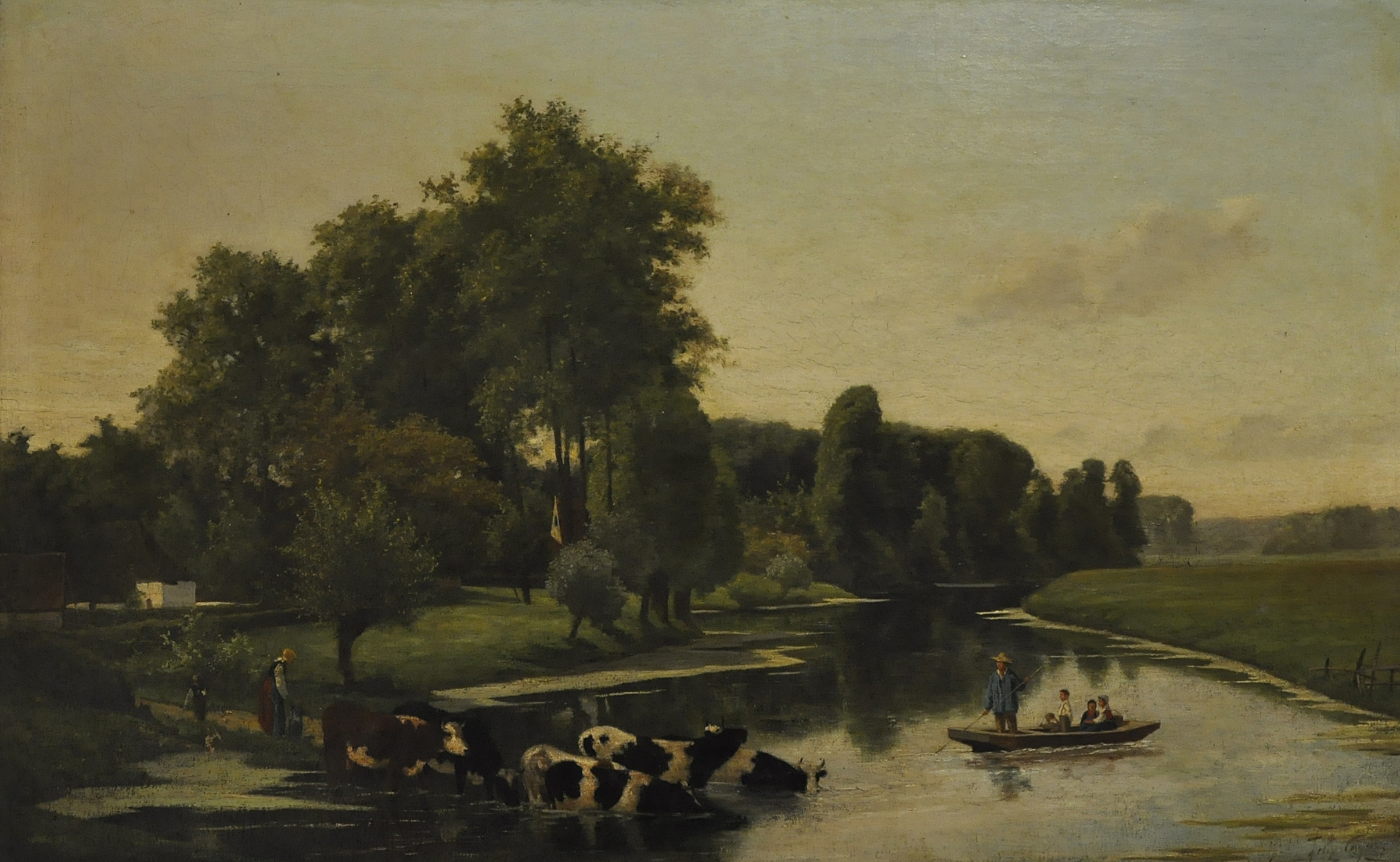
De Leie te Deurle van Felix Cogen

Felix Cogen (Sint-Niklaas 1838 - Brussel 1907) was een Belgisch kunstschilder die men mag rekenen bij de groep kunstenaars die men de Eerste Latemse School noemt.
Hij zocht aansluiting bij de schilders die in en rond Sint-Martens-Latem actief waren. Hun werken worden belicht in het Museum Gevaert-Minne te Sint-Martens-Latem. Zijn stijl was niet vernieuwend. Meestal schilderde hij pastorale werken met een romantische ondertoon die wel aandacht kregen tijdens de driejaarlijkse Salons van Brussel.
Hij was de oom van Anna De Weert.
- Bibliothèque nationale de France: cb14971780c (data)
- Gemeinsame Normdatei: 1038500125
- International Standard Name Identifier: 0000 0003 6424 4787
- RKD-Nederlands Instituut voor Kunstgeschiedenis: 17534
- Union List of Artist Names: 500092128
- Virtual International Authority File: 227402420
- WorldCat: E39PBJvHbVWKff3f7J3FbmQDv3